# Csin Csheszon
Csin Csheszon (hangul: 진채선, handzsa: 陳彩仙, RR: Jin Chae-seon; 1842 vagy 1847 – ?) koreai énekesnő, a phanszori (pansori) műfajának első női mestereként tartják számon, bár valószínűleg nem ő volt az első női énekese a műfajnak, kiszengek (gisaeng) korábban is énekelték már. Csin (Jin) különösen a Cshunhjangga (Chunhyangga) és a Simcshongga (Simcheongga) phanszori (pansori)k éneklésében volt jártas.

## Élete
A mai Észak-Csolla (Jeolla) tartományban található Kocshang (Gochang) megye egy halászfalujában született, anyja sámán volt. Gyerekkora óta énekelt, tehetségesnek tartották. Egy énekversenyen figyelt fel rá Sin Dzsehjo (Sin Jae-hyo), a phanszori (pansori) neves patrónusa és tanítványává fogadta. A nő ekkor 17 éves volt. 22 éves korában Sin elküldte egy előadásra a Kjongbok (Gyeongbok) palotába, álruhában, férfinak öltözve. Itt felfigyelt rá Hungszon (Heungseon) nagyherceg, a későbbi Kodzsong (Gojong) császár apja, akinek jó füle volt a zenéhez és a palotában tartotta Csin (Jin)t udvari énekesként. Egyes források szerint Csin (Jin) a nagyherceg ágyasa is lett.
Sint olyannyira elkeserítette tanítványa elvesztése, hogy phanszori (pansori) írt hozzá Torihvaga (Dorihwaga) (도리화가, „A barackvirág éneke”) címmel. Mikor a nagyherceget eltávolították a hatalomból, Csin (Jin) visszaért mesteréhez, aki ekkor már nagyon beteg volt. Sin halálát követően Csin (Jin) eltűnt, további sorsa ismeretlen.

## Emlékezete
2015-ben mutatták be A barackvirág éneke (도리화가; angol címén: The Sound of a Flower) című filmet Bae Suzy főszereplésével, mely Csin (Jin) életén alapszik.